# Neuilly-l'Évêque
Pour les articles homonymes, voir Neuilly et L'Évêque.
Neuilly-l'Évêque est une commune française située dans le département de la Haute-Marne, en région Grand Est.
Une autre commune française s'appelait Neuilly-l'Évêque avant la Révolution, et s’appelle aujourd'hui Neuilly-la-Forêt.

## Géographie
Cette commune du plateau de Langres borde le lac de Charmes.

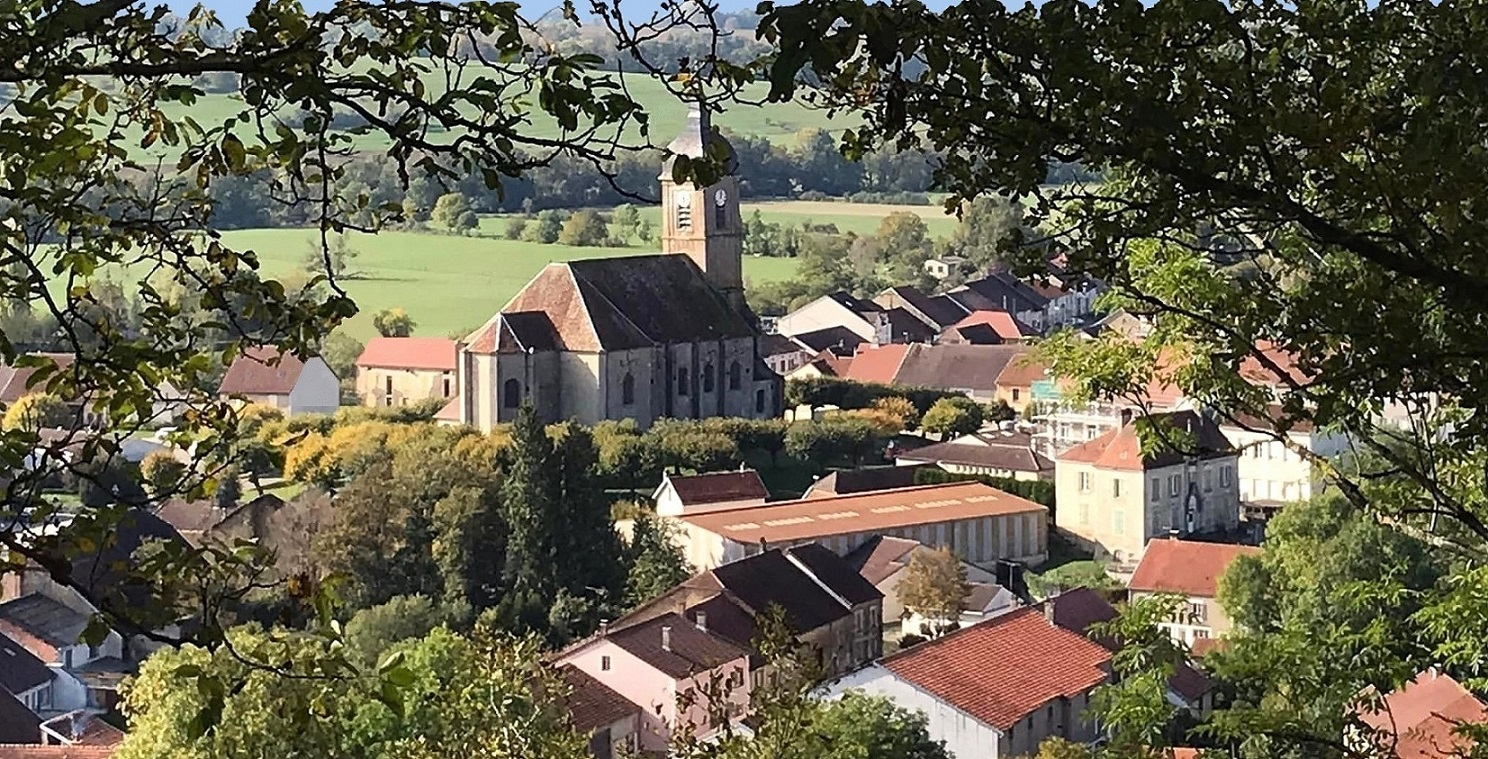
Vue générale de Neuilly-l'Évêque

| Dampierre |                  | Frécourt        |
| Changey   | Neuilly-l'Évêque | Poiseul         |
| Bannes    | Orbigny-au-Val   | Orbigny-au-Mont |

### Hydrographie
La commune est dans la région hydrographique « la Seine de sa source au confluent de l'Oise (exclu) » au sein du bassin Seine-Normandie. Elle est drainée par le ruisseau du Val de Gris, la Coudre, le cours d'eau 01 de Crémongnon, le Fossé 01 de Vaudebert, le Fossé 01 des Charmaies, le Fossé 01 du Vau Técon, le Val de Clos, le ruisseau de la Vau, le ruisseau de l'Étang, le ruisseau de Morteau, le ruisseau de Mouillerot, le ruisseau de Pelieu et le ruisseau du Val de Gris,.
Le ruisseau du Val de Gris, d'une longueur de 21 km, prend sa source dans la commune de Bonnecourt et se jette  dans la Marne à Rolampont, après avoir traversé neuf communes. 

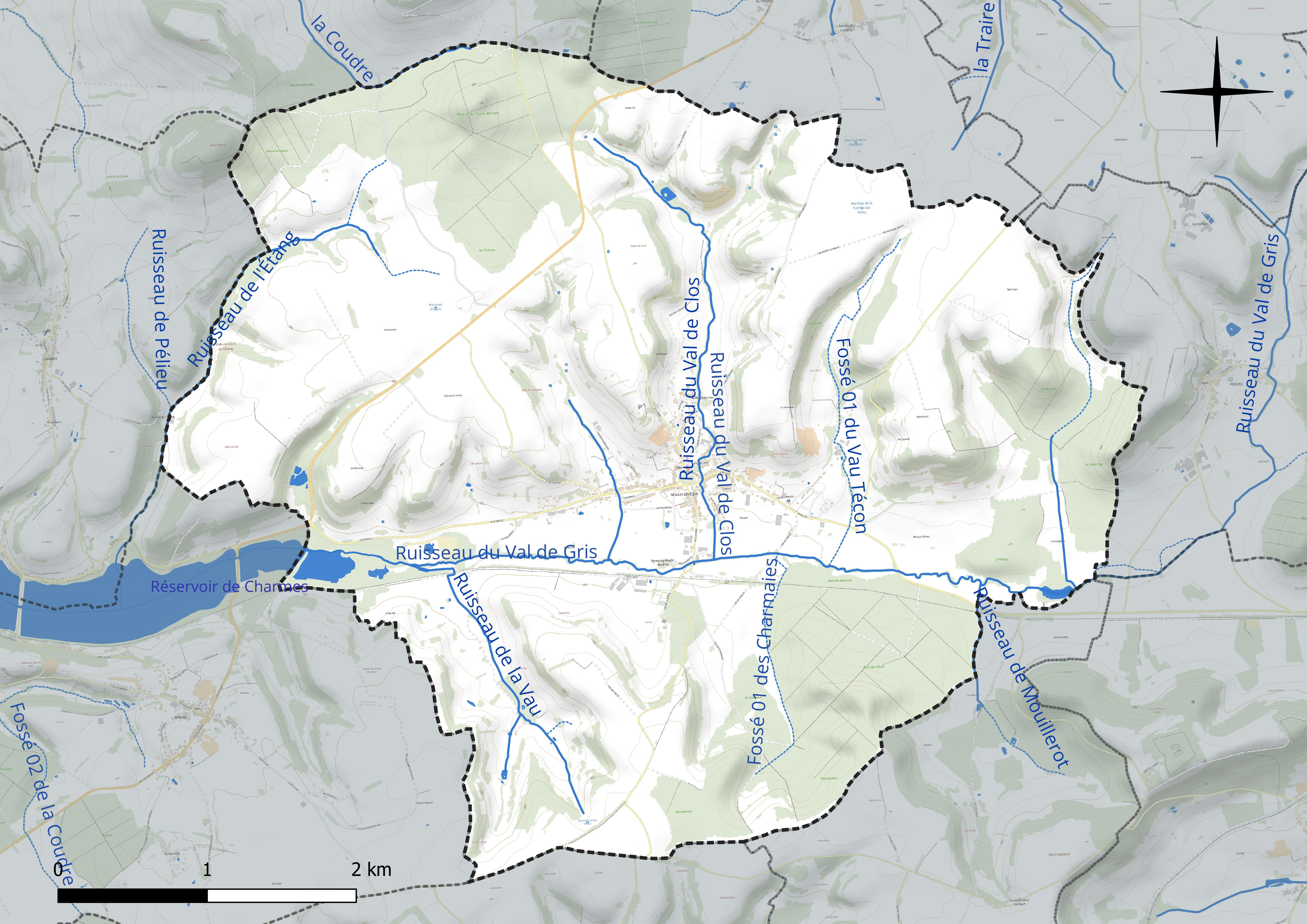
Réseau hydrographique de Neuilly-l'Évêque.

Un plan d'eau complète le réseau hydrographique : le réservoir de Charmes, d'une superficie totale de 161,5 ha (6,7 ha sur la commune),.

### Climat
Pour des articles plus généraux, voir Climat du Grand Est et Climat de la Haute-Marne.
En 2010, le climat de la commune est de type climat des marges montargnardes, selon une étude du Centre national de la recherche scientifique s'appuyant sur une série de données couvrant la période 1971-2000. En 2020, Météo-France publie une typologie des climats de la France métropolitaine dans laquelle la commune est exposée à un climat océanique altéré et est dans la région climatique  Lorraine, plateau de Langres, Morvan, caractérisée par un hiver rude (1,5 °C), des vents modérés et des brouillards fréquents en automne et hiver. 
Pour la période 1971-2000, la température annuelle moyenne est de 9,6 °C, avec une amplitude thermique annuelle de 16,9 °C. Le cumul annuel moyen de précipitations est de 956 mm, avec 13,1 jours de précipitations en janvier et 8,9 jours en juillet. Pour la période 1991-2020, la température moyenne annuelle observée sur la station météorologique installée sur la commune est de 10,3 °C et le cumul annuel moyen de précipitations est de 859,2 mm. 
La température maximale relevée sur cette station est de 38,8 °C, atteinte le 25 juillet 2019 ; la température minimale est de −22,7 °C, atteinte le 20 décembre 2009,,. 
| Mois                                  | jan.           | fév.           | mars           | avril         | mai           | juin          | jui.          | août          | sep.          | oct.          | nov.          | déc.           | année      |
| ------------------------------------- | -------------- | -------------- | -------------- | ------------- | ------------- | ------------- | ------------- | ------------- | ------------- | ------------- | ------------- | -------------- | ---------- |
| Température minimale moyenne (°C)     | −0,9           | −0,9           | 0,7            | 3,3           | 7             | 10,8          | 12,3          | 11,8          | 8,5           | 6,1           | 3,1           | 0,3            | 5,2        |
| Température moyenne (°C)              | 2              | 2,8            | 6,2            | 9,8           | 13            | 17            | 19            | 18,4          | 14,9          | 10,8          | 6,4           | 3,3            | 10,3       |
| Température maximale moyenne (°C)     | 4,8            | 6,5            | 11,6           | 16,2          | 19            | 23,3          | 25,6          | 25,1          | 21,4          | 15,5          | 9,8           | 6,3            | 15,4       |
| Record de froid (°C) date du record   | −14,9 17.01.13 | −17,3 05.02.12 | −12,7 12.03.10 | −8 04.04.22   | −3,2 03.05.21 | 2 05.06.09    | 3,8 03.07.11  | 2,5 26.08.18  | −1,6 20.09.12 | −7,9 29.10.12 | −9,1 30.11.10 | −22,7 20.12.09 | −22,7 2009 |
| Record de chaleur (°C) date du record | 14,6 01.01.23  | 22 27.02.19    | 24 31.03.21    | 26,8 21.04.18 | 30,8 24.05.09 | 34,5 22.06.17 | 38,8 25.07.19 | 36,4 07.08.15 | 32,6 16.09.20 | 28,5 08.10.23 | 20,7 07.11.15 | 16 17.12.19    | 38,8 2019  |
| Précipitations (mm)                   | 77             | 62,1           | 60,1           | 55,6          | 86,1          | 70,5          | 63,6          | 64,9          | 58,2          | 75            | 86            | 100,1          | 859,2      |

| Diagramme climatique                                  |             |             |             |         |              |              |              |             |           |          |             |
| J                                                     | F           | M           | A           | M       | J            | J            | A            | S           | O         | N        | D           |
| 4,8−0,977                                             | 6,5−0,962,1 | 11,60,760,1 | 16,23,355,6 | 19786,1 | 23,310,870,5 | 25,612,363,6 | 25,111,864,9 | 21,48,558,2 | 15,56,175 | 9,83,186 | 6,30,3100,1 |
| Moyennes : • Temp. maxi et mini °C • Précipitation mm |             |             |             |         |              |              |              |             |           |          |             |

Les paramètres climatiques de la commune ont été estimés pour le milieu du siècle (2041-2070) selon différents scénarios d'émission de gaz à effet de serre à partir des nouvelles projections climatiques de référence DRIAS-2020. Ils sont consultables sur un site dédié publié par Météo-France en novembre 2022.

## Urbanisme

### Typologie
Au 1er janvier 2024, Neuilly-l'Évêque est catégorisée commune rurale à habitat dispersé, selon la nouvelle grille communale de densité à sept niveaux définie par l'Insee en 2022.
Elle est située hors unité urbaine. Par ailleurs la commune fait partie de l'aire d'attraction de Langres, dont elle est une commune de la couronne,. Cette aire, qui regroupe 77 communes, est catégorisée dans les aires de moins de 50 000 habitants,.

### Occupation des sols
L'occupation des sols de la commune, telle qu'elle ressort de la base de données européenne d’occupation biophysique des sols Corine Land Cover (CLC), est marquée par l'importance des territoires agricoles (76 % en 2018), une proportion sensiblement équivalente à celle de 1990 (76,4 %). La répartition détaillée en 2018 est la suivante : 
prairies (43,3 %), terres arables (24 %), forêts (20,6 %), zones agricoles hétérogènes (8,7 %), zones urbanisées (3 %), eaux continentales (0,5 %). L'évolution de l’occupation des sols de la commune et de ses infrastructures peut être observée sur les différentes représentations cartographiques du territoire : la carte de Cassini (XVIIIe siècle), la carte d'état-major (1820-1866) et les cartes ou photos aériennes de l'IGN pour la période actuelle (1950 à aujourd'hui).

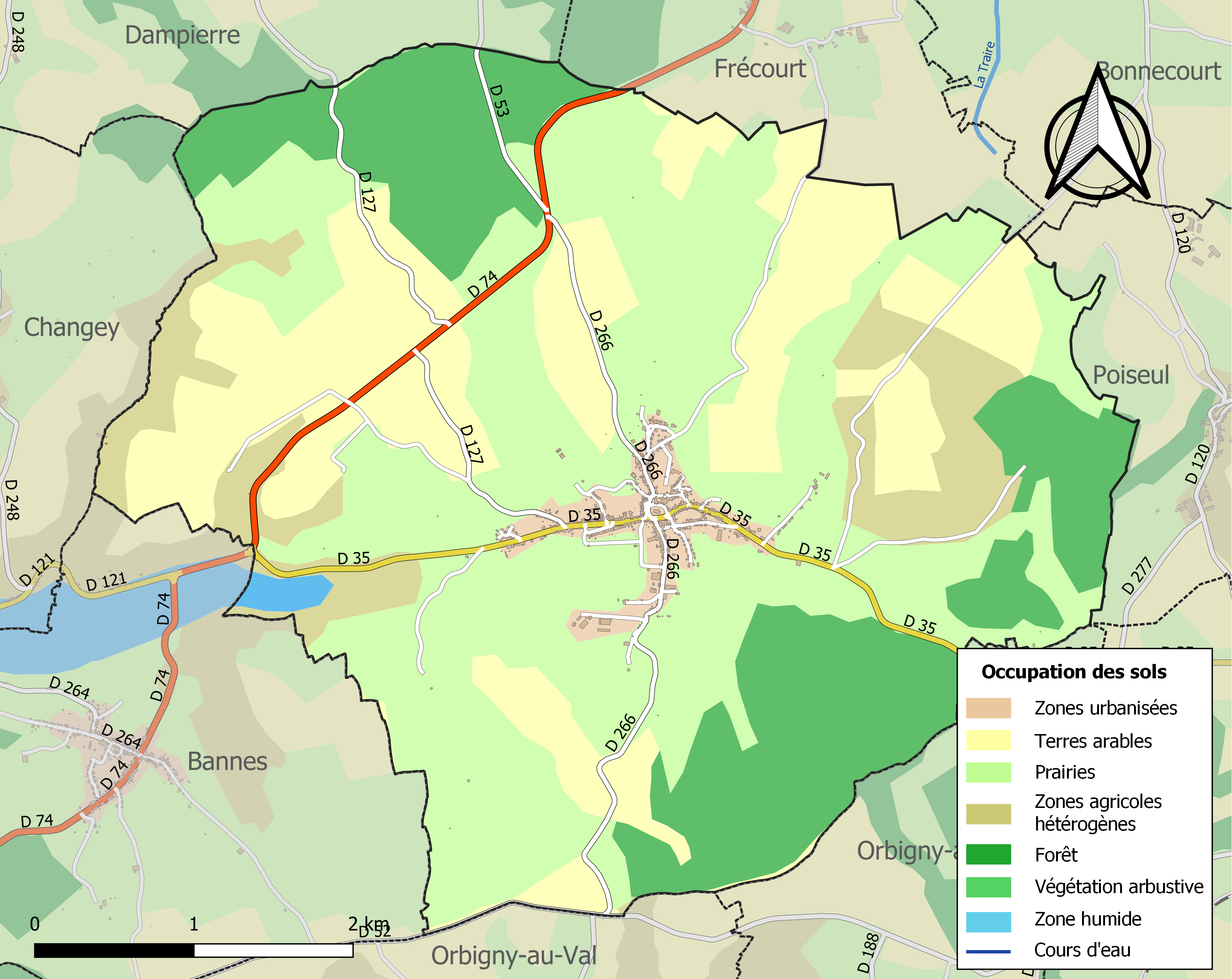
Carte des infrastructures et de l'occupation des sols de la commune en 2018 (CLC).

## Histoire
La seigneurie de Neuilly appartenait aux évêques de Langres.

## Politique et administration

### Liste des maires
| Période                                  | Période   | Identité         | Étiquette | Qualité |
| ---------------------------------------- | --------- | ---------------- | --------- | ------- |
| Les données manquantes sont à compléter. |           |                  |           |         |
| mars 2001                                | 2014      | Michel Kuzara    |           |         |
| mars 2014                                | mars 2020 | Françoise Guenat |           |         |
| mars 2020                                | En cours  | Eric Oudot       |           |         |

## Population et société

### Démographie
L'évolution du nombre d'habitants est connue à travers les recensements de la population effectués dans la commune depuis 1793. Pour les communes de moins de 10 000 habitants, une enquête de recensement portant sur toute la population est réalisée tous les cinq ans, les populations de référence des années intermédiaires étant quant à elles estimées par interpolation ou extrapolation. Pour la commune, le premier recensement exhaustif entrant dans le cadre du nouveau dispositif a été réalisé en 2007.

En 2022, la commune comptait 591 habitants, en évolution de −1,83 % par rapport à 2016 (Haute-Marne : −4,62 %, France hors Mayotte : +2,11 %).
| 1793  | 1800  | 1806  | 1821  | 1831  | 1836  | 1841  | 1846  | 1851  |
| ----- | ----- | ----- | ----- | ----- | ----- | ----- | ----- | ----- |
| 1 030 | 1 014 | 1 104 | 1 241 | 1 216 | 1 193 | 1 240 | 1 282 | 1 272 |

| 1856  | 1861  | 1866  | 1872  | 1876  | 1881  | 1886  | 1891  | 1896  |
| ----- | ----- | ----- | ----- | ----- | ----- | ----- | ----- | ----- |
| 1 166 | 1 174 | 1 222 | 1 190 | 1 153 | 1 127 | 1 087 | 1 098 | 1 018 |

| 1901 | 1906  | 1911 | 1921 | 1926 | 1931 | 1936 | 1946 | 1954 |
| ---- | ----- | ---- | ---- | ---- | ---- | ---- | ---- | ---- |
| 924  | 1 025 | 911  | 794  | 733  | 741  | 745  | 708  | 637  |

| 1962 | 1968 | 1975  | 1982  | 1990 | 1999 | 2006 | 2007 | 2012 |
| ---- | ---- | ----- | ----- | ---- | ---- | ---- | ---- | ---- |
| 687  | 694  | 2 305 | 2 417 | 587  | 636  | 643  | 644  | 634  |

| 2017 | 2022 | - | - | - | - | - | - | - |
| ---- | ---- | - | - | - | - | - | - | - |
| 591  | 591  | - | - | - | - | - | - | - |

## Culture locale et patrimoine

### Lieux et monuments
- Église la nativité de Notre-Dame, totalement reconstruite de 1805 à 1811, inscrite aux Monuments historiques en 1990.
- Château de Dampierre
- Le lavoir
- Fontaine-abreuvoir

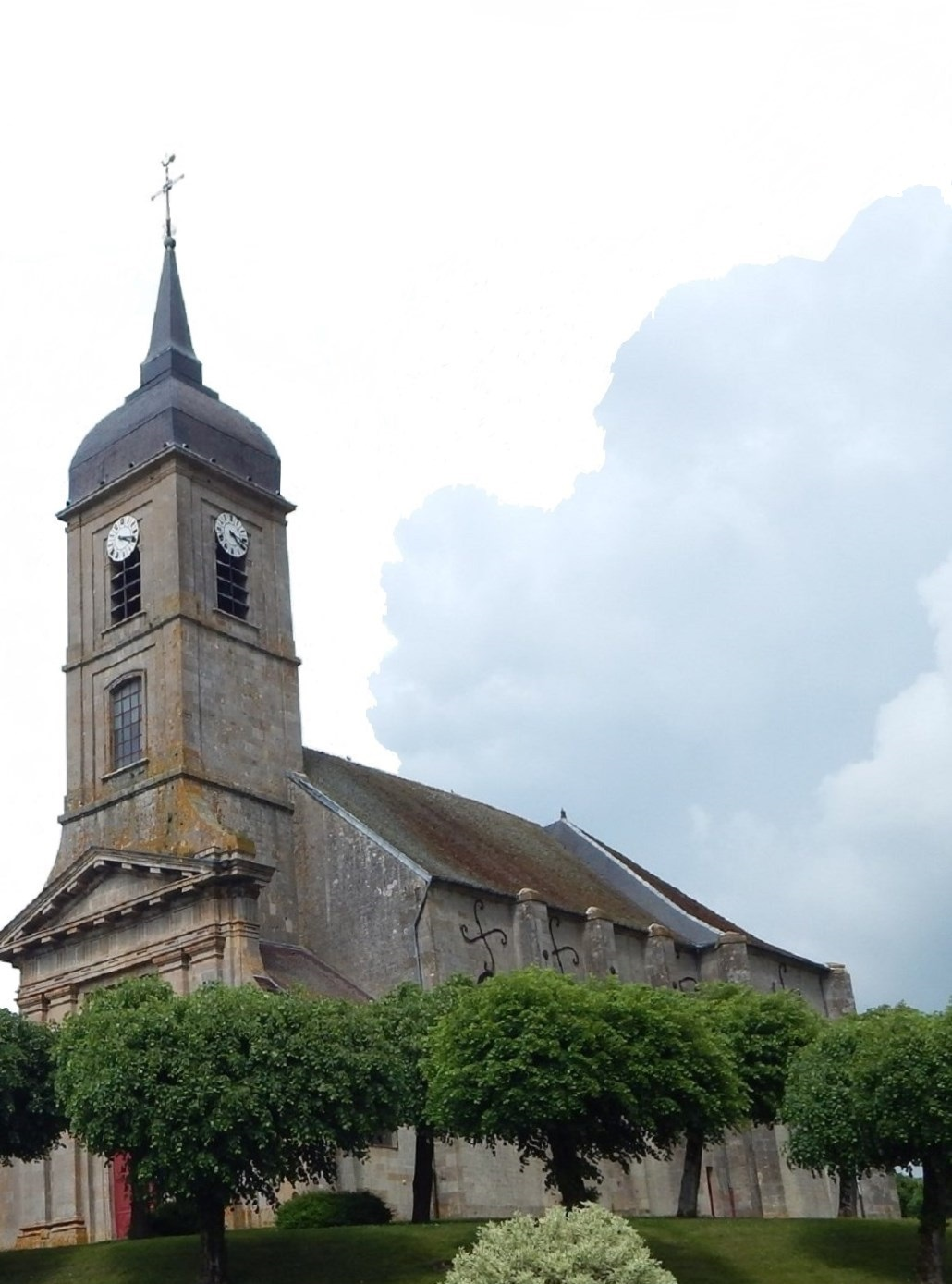
l'église de la Nativité de Notre-Dame.
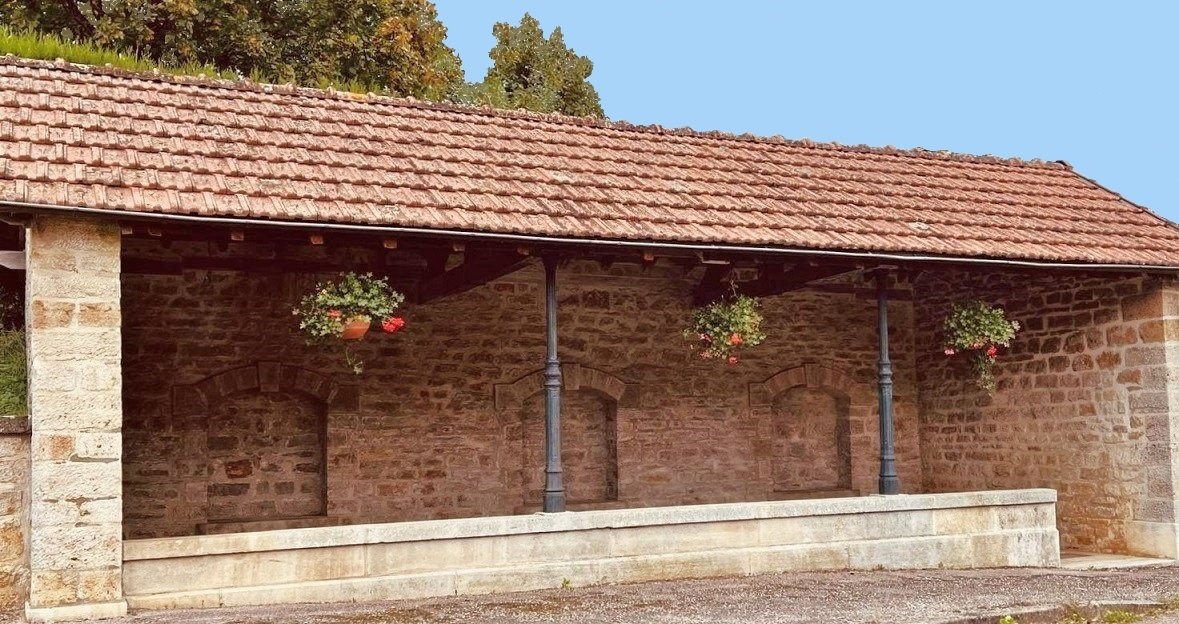
Le lavoir.
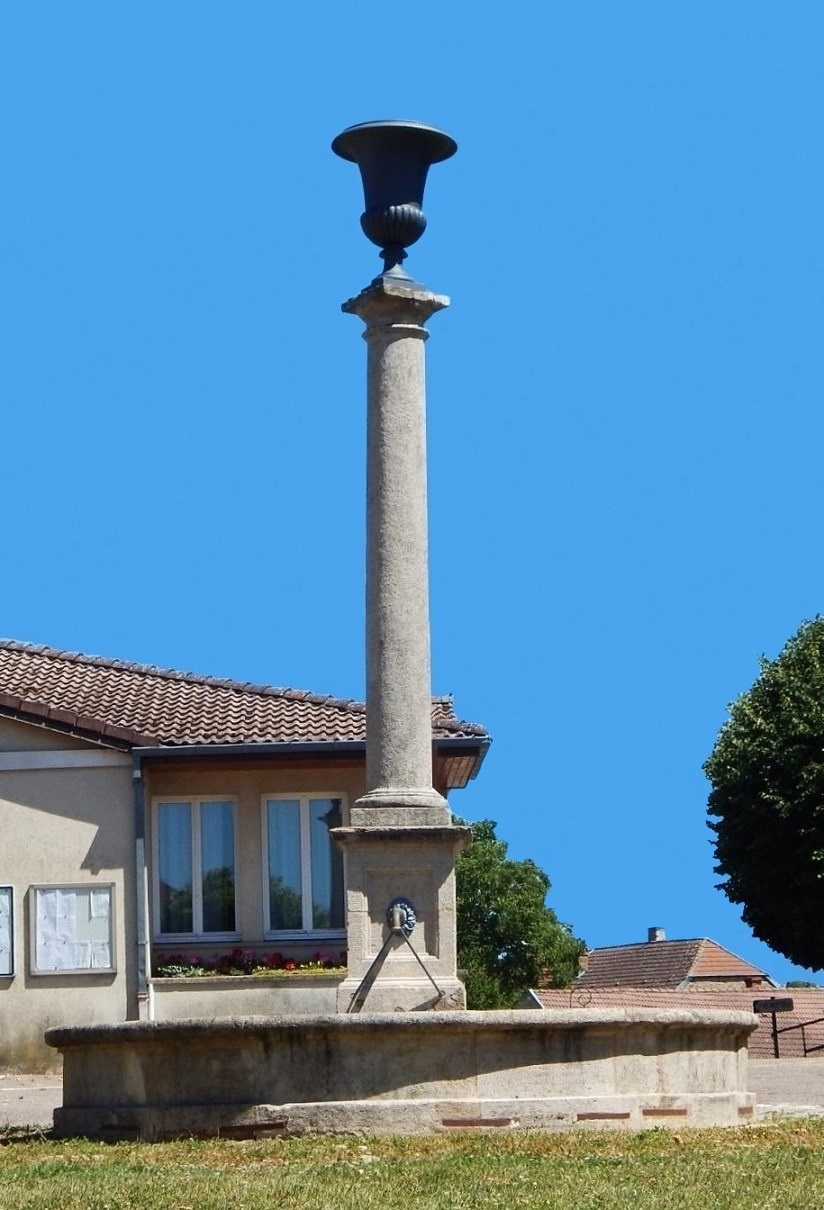
La fontaine-abreuvoir

### Héraldique
| Armes de Neuilly-l'évêque | Les armes de Neuilly-l'Évêque se blasonnent ainsi : de gueules au mur crénelé d'argent ouvert du champ, maçonné de sable, mouvant de la pointe, à l'écusson d'azur semé de fleurs de lys d'or au sautoir cousu de gueules, brochant en cœur sur le tout. |